# Palacio del Conde dos Arcos
El Palacio del Conde dos Arcos es un edificio ubicado en la ciudad de Río de Janeiro, Brasil, en las cercanías del Campo de Santana. Construido en 1819 para ser residencia de Marcos Noronha e Brito, el Conde dos Arcos, último virrey de Brasil. En este edificio se instaló el Senado brasileño y actualmente alberga la Facultad Nacional de Derecho de la UFRJ.